# Christian Gottlob Neefe

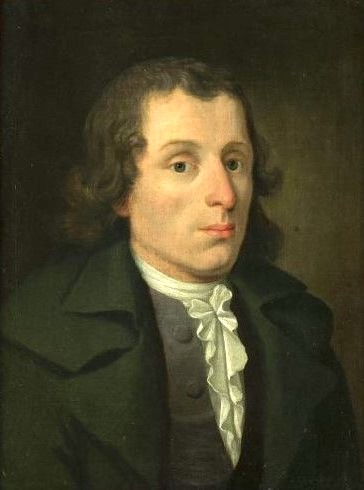
Christian Gottlob Neefe

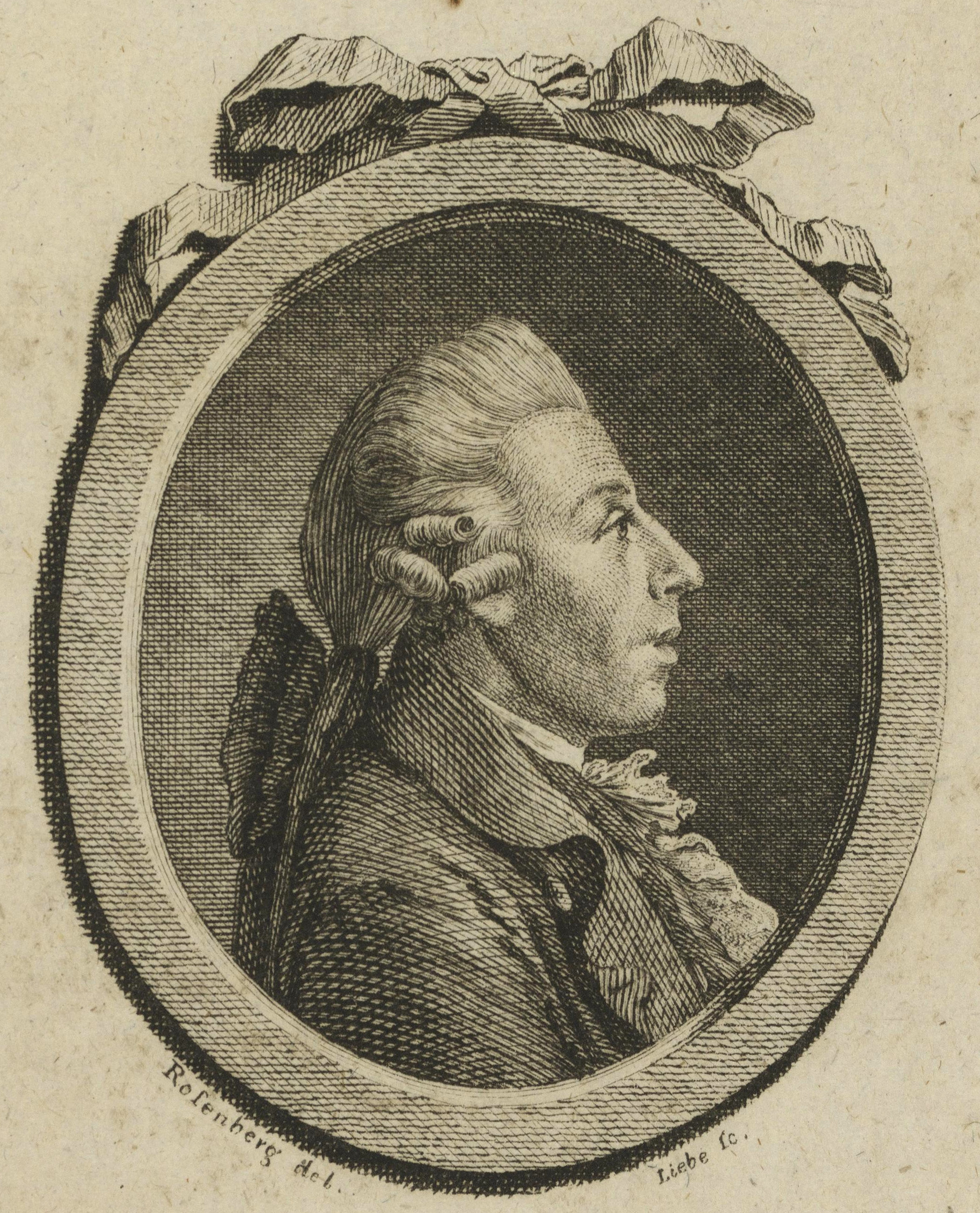

Christian Gottlob Neefe (* 5. Februar 1748 in Chemnitz; † 26. Januar 1798 in Dessau) war ein deutscher Komponist, Organist, Kapellmeister und Musikwissenschaftler. Besonders bekannt wurde er als Lehrer von Ludwig van Beethoven.

## Leben
Christian Gottlob Neefe stammte aus einer alteingesessenen Handwerkerfamilie in Chemnitz; er war der Sohn des Schneiders Johann Gottlieb Neefe und dessen Ehefrau Rosina Weyrauch. Mit 12 Jahren kam er als Chorknabe an die Stadtkirche St. Jakobi und erhielt dort seinen ersten musikalischen Unterricht durch den Organisten Johann Friedrich Wilhelmi, der ihn sehr förderte. Er erhielt auf Vorschlag seiner Lehrer ein Stipendium der Stadt Chemnitz und konnte dadurch mit 19 Jahren an der Universität Leipzig Jura studieren. Das Erste Staatsexamen legte er 1771 ab; seine Examensarbeit trug den Titel Ob ein Vater befugt sey, seinen Sohn zu enterben, wenn er sich dem Theater verschreybe.
Bereits während seines Studiums machte Neefe die Bekanntschaft des Komponisten Johann Adam Hiller und konnte als Student auch schon kleinere Arbeiten in dessen Zeitschrift Wöchentliche Nachrichten, die Musik betreffend veröffentlichen. Als Hiller 1771 seine Private Singschule in Leipzig gründete, wurde Neefe einer seiner ersten Schüler.
Eine seiner ersten größeren Arbeiten für Hiller waren zehn Arien, die Neefe für dessen Oper Der Dorfbarbier komponierte. Infolge dieser Zusammenarbeit und als Hillers Meisterschüler wurde Neefe 1776 auch dessen Nachfolger als musikalischer Leiter von Abel Seylers Theatergesellschaft. Zusammen mit diesem Ensemble gastierte er u. a. in Dresden, Frankfurt am Main, Mainz und Köln.
Neefe heiratete in Leipzig die Schauspielerin Susanna Zinck. Mit ihr hatte er drei Töchter, darunter Margarete, die spätere Ehefrau des Schauspielers Ludwig Devrient, und drei Söhne, darunter den späteren Maler Hermann Josef Neefe.
1779 musste die Seyler’sche Theatergesellschaft – trotz bemerkenswerter künstlerischer Leistungen und Erfolge – Konkurs anmelden. Noch im selben Jahr bekam Neefe eine Anstellung als Komponist und Musikdirektor im Ensemble von Gustav Friedrich Großmann und Karl Hellmuth am kurfürstlichen Nationaltheater in Bonn. Dort berief man ihn 1781 auch zum Nachfolger des Hoforganisten Gilles van der Eeden.
Neben seiner Organistentätigkeit unterrichtete Neefe auch u. a. Klavier und Komposition. Sein berühmtester Schüler wurde ab 1782 Ludwig van Beethoven. Neefe war es auch, der als Erster Werke des jungen Beethoven veröffentlichte – so die Variations pour le Clavecin sur une Marche de Mr. Dressler, auf einen Marsch von Ernst Christoph Dressler.
Politisch interessiert, gehörte Neefe in der kurkölnischen Residenzstadt zu den bekanntesten Aufklärern. Wie seine Kollegen Franz Anton Ries und Nikolaus Simrock war er Mitglied der 1781 gegründeten Minervalkirche Stagira des Illuminatenordens, die bis 1785 bestand. Er trug dort den Ordensnamen „Glaucus“. Wie Max Braubach nachwies, veröffentlichte Neefe in dieser Zeit mehrere Aufsätze und Gedichte in der Bonner Illuminatenzeitschrift Beiträge zur Ausbreitung nützlicher Kenntnisse. In Neuwied war Neefe Mitglied der Freimaurerloge Karoline zu den drei Pfauen.
1785 gehörte Neefe zu den Gründungsmitgliedern der Bonner Lesegesellschaft.
Als die Truppen der Französischen Revolution unter Führung von General Jean-Étienne Championnet 1794 das Rheinland besetzten und am 6. Oktober desselben Jahres Köln einnahmen, war die kurfürstliche Zeit zu Ende. Neefe verlor mit 46 Jahren seine Anstellung in Bonn und versuchte sich mit den Besatzern zu arrangieren. Nach mehreren erfolglosen Bittgesuchen konnte ihn eine seiner Töchter 1796 nach Dessau holen, wo er noch im selben Jahr Musikdirektor der Bossann’schen Theatergesellschaft wurde. Dieses Amt hatte er bis an sein Lebensende inne.
Am 26. Januar 1798 starb Christian Gottlieb Neefe in Dessau im Alter von 49 Jahren.

## Rezeption
Sein musikalisches Schaffen ist geprägt durch zahlreiche Kompositionen von Kammermusik, Klavierwerken, Chormusik und Opern. Er gilt als einer der besten deutschen Singspielkomponisten seiner Zeit.

## Darstellung im Film
In dem Fernsehfilm Louis van Beethoven (2020) wurde Neefe von dem Schauspieler Ulrich Noethen verkörpert.

## Werke (Auswahl)
- Die Apotheke. Singspiel in zwei Acten. Leipzig 1771
- Adelheit von Veltheim. Singspiel in 4 Akten. 1780
- Amors Guckkasten. Singspiel. 1772
- Die Einsprüche. Singspiel. 1772
- Oden von Klopstock: Serenaden beym Klavier zu singen. ISBN 3-487-11881-5 (Repr. d. Ausg. Flensburg 1776)
- Heinrich und Lyda. Singspiel. 1776
- Zemire und Azor. Singspiel. 1776
- Sophonisbe. 1778
- Posthum: Zwölf Klaviersonaten. in: Denkmäler rheinischer Musik Vol. 10/11

## Schriften
- Ueber die musikalische Wiederholung, in: Deutsches Museum, hrsg. von Heinrich Christian Boie, Jg. 1, Nr. 8 vom August 1776, S. 745–751
- Aus einem Briefe von Neefe. Bonn den 24sten Dec. 1782, in: Magazin der Musik, hrsg. von Carl Friedrich Cramer, Jg. 1, Hälfte 1, 1783, S. 366–368 (Digitalisat)
- Nachricht von der churfürstlich-cöllnischen Hofcapelle zu Bonn und andern Tonkünstlern daselbst, in: Magazin der Musik, hrsg. von Carl Friedrich Cramer, Jg. 1, Hälfte 1, 1783, S. 377–396 (Digitalisat)
- Ueber die Beschaffenheit der Musik und ihrer Ausüber, in: Magazin der Musik, hrsg. von Carl Friedrich Cramer, 1783
- Karoline Großmann. Eine biographische Skizze, Göttingen: Dietrich 1784, 128 Seiten (Digitalisat)
- C. G. Neefe, Ueber das Karackteristische oder über die Sprache der Instrumentalmusick, in: Beiträge zur Ausbreitung nützlicher Kenntnisse, Nr. 4 vom 3. Mai 1784, S. 33–37 (Digitalisat)
- Neefe, An meine Gattinn, bei der ersten Jahresfeier unsrer Hymenäen, den 17. Mai 1779, in: Beiträge zur Ausbreitung nützlicher Kenntnisse, Nr. 6 vom 17. Mai 1784, S. 52–55 (Digitalisat)
- G–s. [Glaucus], Ein Fäbelchen und eine Wahrheit, in: Beiträge zur Ausbreitung nützlicher Kenntnisse, Nr. 6 vom 17. Mai 1784, S. 56 (Digitalisat)
- C. G. Neefe, Bei dem Tode Maximilian Friderichs, Kurfürstens und Erzbischofs zu Köln, und Bischofs zu Münster, in: Beiträge zur Ausbreitung nützlicher Kenntnisse, Nr. 12 vom 28. Juni 1784, S. 97–100 (Digitalisat)
- G– –s. [Glaucus], Ad Aulae Proceres, Melchior à Holzhausen in Wolfingen, in: Beiträge zur Ausbreitung nützlicher Kenntnisse, Nr. 13 vom 5. Juli 1784, S. 111–112 (Digitalisat)
- N**f*, Es giebt Leute…, in: Beiträge zur Ausbreitung nützlicher Kenntnisse, Nr. 30 vom 11. November 1784, S. 245–248 (Digitalisat)
- Neefe, Der Fürst, der seine Völker liebt, in: Beiträge zur Ausbreitung nützlicher Kenntnisse, Nr. 31 vom 8. November 1784, S. 249–250 (Digitalisat)
- Dilettanterien, Bonn 1785
- Christian Gottlob Neefes Lebenslauf von im selbst beschrieben. Nebst beygefügtem Karakter, hrsg. von Walther Engelhardt, Köln 1957 – Nachdruck: Verlag Dohr, Köln 2006 – Original in der Universitätsbibliothek Kiel, Nachlass Carl Friedrich Cramer (Digitalisat)

## Diskografie
- XII Klaviersonaten, mit Oliver Drechsel (auf modernem Konzertflügel), Köln, Verlag Dohr, DCD027
- XII Klaviersonaten, mit Oliver Drechsel (auf einem Clavichord), Köln, Verlag Dohr, DCD026